# Protipapež Benedikt XIII.
Benedikt XIII., rojen kot Pedro Martínez de Luna y Pérez de Gotor, skrajšano Pedro de Luna protipapež katoliške Cerkve;  * 25. november 1328 Illueca (Aragonsko kraljestvo,  danes Španija); † 23. maj 1423 Peñíscola (Aragonsko kraljestvo, danes Španija).

## Življenje

### Cerkvena kariera
Protipapež Benedikt XIII. se je rodil kot Pedro Martínez de Luna y Pérez de Gotor, kar navadno krajšamo kot Pedro de Luna, 25. novembra 1328 v kraju Illueca (Aragonsko kraljestvo,  danes Španija), v plemiški aragonski rodovini. Študiral je v Franciji na univerzi v Montpellieru, kjer je doktoriral iz kanonskega in civilnega prava ter postal profesor prav tam. 30. decembra 1375 ga je imenoval Gregor XI. za kardinala-diakona pri Santa Maria in Cosmedin.
Papežu je ugajalo njegovo plemenito poreklo, strogo življenje, velika izobrazba, kakor tudi neumorna delavnost in velika preudarnost. Kardinal Pedro de Luna se je vrnil v Rim skupaj z Gregorjem XI.; po njegovi smrti 1378 je sodeloval v konklavu, ki ga je napadla rimska drhal, in ki je izvolil Urbana VI. , za katerega je tudi on glasoval. Pokazal je velik pogum med nepričakovanim napadom na konklavske kardinala, in ni hotel pobegniti rekoč: »Četudi bi moral umreti, hočem pasti tukaj.« Bil je torej med prvimi kardinali, ki so se 9. aprila vrnili v Vatikan, da bi nadaljevali volitve. Najprej je izrečno in odločno držal s tem papežem. 

Kmalu pa se je izneveril Urbanu in postal navdušen pristaš avignonskega papeža Klemena VII.. Kot njegov poslanec je deloval v Aragoniji, Kastiliji, Navarri in na Portugalskem, ter mu pridobil naklonjenost Španije, Portugalske in Anglije.

## Protipapež

### Nesloga se nadaljuje
Zmedo takratnih časov in dvojno papeštvo (zoprna dvojnost) je izkoristil Raymond grof Turennski, gospodar gradu Baux de Provence, ki je uporabljal razbojniške tolpe, da so ropale po deželi. Tudi Klemen VII.  mu je bil prisiljen plačati odkupnino, da je lahko živel in deloval v miru. Ko je Klemen VII. umrl 16. septembra 1394, kljub pokazani dobri volju ni uspel združiti razdeljene Cerkve ali pridobiti odločilne prednosti pred svojima tekmecema Urbanom VI. in Bonifacijem IX..

### Zagovornik edinosti
Kot kardinal si je Pedro de Luna vneto prizadeval za edinost; zagovarjal je mnenje, da bi oba papeža morala odstopiti (via decessionis). Ko so začeli volitve, je že na prvem glasovanju dobil večino eden od navzočih uglednih kardinalov. 

»Jaz ne sprejmem izvolitve, volite drugega!« - je oporekal. 

»Česa se bojiš?« - so se začudili kardinali. 

»Bojim se svoje slabosti. Nekoč bo prišel čas, da se bom moral odpovedati papeštva, da bi se ustvarila sloga v krščanstvu. Bojim se, da takrat ne bom zadosti pogumen za to dejanje.« 

»Kako bi ti to moglo biti težko?« - se začudi en drugi kardinal, po imeu Pedro de Luna. »Meni bi bilo enako odpovedati se papeževanja kot sleči suknjič.« 

Prav zaradi pripravljenosti, da se žrtvuje za dosego sloge v krščanstvu, so kardinali izvolili njega. Prav zato, da bi se odpovedal, ko bo prišlo do pogovorov z rimskim papežem. Toda prav on je prišel na slab glas, ker se kot papež nikakor ni hotel odpovedati.

### Sprememba miselnosti
Ko so ga 28. septembra 1394 izvolili za Klemenovega naslednika, pa je prav tako vztrajno trdil, da je zakonito izvoljeni papež. Želel se je sicer sestati z Bonifacijem IX., da bi v medsebojnih pogovorih morda našla pot k edinosti, vendar do tega srečanja ni prišlo. 

1398 so se – na pobudo francoskega kralja Karla VI. in Sorbonske univerze – zbrali na zborovanju škofje in učenjaki, da bi dosegli slogo v krščanstvu. Zahtevali so ne le od avinjonskega papeža Benedikta XIII., ampak tudi od rimskega papeža Bonifacija IX., naj se oba odpovesta službi, da bi tako pristopili k novim volitvam enega papeža za vso Cerkev. Bonifacij je izrazil pripravljenost – Benedikt pa ne. Dejal je: »Jaz se ne bom odpovedal papeštvu, pa četudi bi kralj odrl z mene kožo.« In ni hotel odstopiti, dokler mu in iztrgala tiare smrt. 

Leta 1398 so mu prav zaradi trmoglavosti odrekle pokorščino Francija, Navarra in Kastilija; razen petih so ga zapustili vsi kardinali. Nasprotniki so ga več let oblegali v Avignonu, potem mu je uspelo pobegniti v Provanso. Francija in Kastilija sta ga ponovno priznali za papeža, vendar le za krajši čas. Vse več pristašev je tudi med škofi in kardinali dobivala misel, ki jo je predlagala pariška univerza: sklicati je treba koncil, ki naj oba papeža odstavi in izvoli novega za celotno Cerkev. Pižanski koncil je Benedikta XIII. (avinjonska veja) in Gregorja XII. (rimska veja) 5. junija 1409 izobčil in odstavil, vendar se nista hotela ukloniti. Benedikt je vztrajal v Avignonu, dokler ga ni Konstanški koncil 26. julija 1417 ponovno odstavil in izvolil novega papeža - Martina V.. 

## Dela

### Disputa de Tortosa
Od 7. februarja 1413 do 12. novembra 1414 je trajala Disputa de Tortosa ali Tortozova razprava, ki jo je priredil Benedikt XIII., a vodil spreobrnjenec iz judovstva na krščanstvo, nekdanji rabin Josué ha-Lorki, ki se je po svetem Hieronimu kot kristjan imenoval Hieronymus de Sancta Fide (Hieronim od Svete vere). To je bila ena najdaljših judo-krščanskih razprav; za posledico je imela mnogo judovskih spreobrnjenj. Protipapežu je to bil povod za sprejem protijudovskih zakonov; med drugim je 1415 zapovedal sežgati talmud.

### Etsi doctoribus gentium
V prizadevanju, da bi podkrepil negotov položaj svojega papeževanja, je Benedikt sprožil dolgoletno Disputo de Tortosa leta 1413, ki je postala najpomembnejši krščansko-judovski pogovor  v srednjem veku.
 Dve leti pozneje – 1415 - je Benedikt objavil papeško bulo z naslovom Etsi doctoribus gentium, ki je bila ena od najtemeljitejših zbirk protijudovskih zakonov.

Sinagoge so zaprli, judovskim zlatarjem so prepovedali izdelovati bogoslužne predmete kot kelihe in razpela;
 judovskim knjigovezom so prepovedali vezati knjige, v katerih so se nahajali imeni Jezusa in Marije. 
 Te nestrpne zakone je preklical pravi papež Martin V. (rimske veje), ko je sprejel odposlanstvo Judov, ki so ga poslali z judovskega zborovanja v Forlìju 1418 in se pritožili nad preganjanjem.

### Škotska univerza
Benedikt XIII. je izdal bulo za ustanovitev prve škotske univerze leta 1412, katere vodstvo je zaupal avguštincem – in je torej za Oxfordom in Cambridgem tretja univerza po starosti na angleško govorečem področju. Ker je izgubil podporo Francije in se mu je komaj posrečilo zbežati iz večletnega avinjonskega ujetništva, se je zatekel v Perpignan, ki je pripadal Aragonskemu kraljestvu. Škotska mu je ostala še vedno privržena kot ena od redkih obedienc. Zato ni čudno, da ima škotska Univerza v St Andrewsu v Fifu vključen v svoj grb polmesec iz grba svojega ustanovitelja, nesrečnega protipapeža.

### Spisi vlatinščini
Bil je široko izobražen človek; to dokazujejo spisi z raznih področij, ki jih je obvladal:
- Tractatus de horis dicendis per clericos
- Vitae humanae adversos omnes casus consolationes
- Liber de consolatione Theologiae
- Tractatus de principali scismate
- Allegationes pro papa contra rebellantes per quendam venerabilem doctorem
- Tractatus de concilio generali
- Replicatio contra libellum factum contra praecedentem tractatum. [14]

## Smrt in spomin
Pedro de Luna naj bi - po nekaterih virih - umrl že 27. novembra 1422 v Peñíscoli, vendar so njegovo smrt objavili šele 23. maja 1423. Za smrt navajajo različne datume, a danes vsi sprejemajo letnico 1423. Današnji zgodovinarji smatrajo po večini za točnega datum 23. maja 1423. Pred smrtjo je zahteval od svojih kardinalov, naj nadaljujejo razkol ter njegovo nasledstvo, kar se je tudi zgodilo.

Nazadnje je torej Pedro de Luna živel na utrjenem gradu Peñíscola, kjer je tudi umrl in tam našel tudi svoj prvi grob. Njegov nečak Juan de Luna je 1430 prenesel njegovo truplo v protipapežev rojstni kraj Illueca v današnji škofiji Saragosa. Ta grob so 1811 podivjani francoski vojaki med Napoleonskimi vojnami razdrli in uničili, njegovo truplo pa vrgli skoz okno; poškodovano lobanjo so kristjani uspeli rešiti in jo obiskovalci lahko vidijo v nekdanji De Lunovi palači v Illueci. 

Aprila 2000 so tatovi ukradli njegovo lobanjo in poslali dvoje pisnih zahtev za denarno odškodnino tamkajšnjemu županu – in tako so lobanjo vrnili. 

### Nadaljevanje razkola še po smrti
Papež Benedikt je nasprotoval odstavitvi Konstanškega koncila in se je zabarikadiral v trdnjavo Peñíscola blizu Valencije. Sam kralj Sigismund ga je v Perpignanu zaman skušal pregovoriti k odstopu. On je sebe smatral za edinega zakonitega papeža, ker ga je za kardinala imenoval Gregor XI. še pred začetkom razkola. Vsi drugi kardinali iz tega obdobja so že pomrli; imenovane med razkolom je imel vse skupaj za nezakonite. Odstopil ni niti tedaj, ko ga je 26. julija 1417 odstavil Konstanški koncil. 

Benedikt je razglašal, da je njegova utrdba kot »Noetova barka prave Cerkve«. Tam je tudi umrl pozabljen od sveta. 

Na smrtni postelji 1422 je še imenoval štiri kardinale, ki naj bi volili njegovega naslednika in sicer so bili naslednji:
1. Jean Carrier, arhidiakon v Rodezu in kaplan grofa Jeana IV. d'Armagnac
2. Julián Lobera y Valtierra, Aumônier; pisar apostolskih pisem ter apostolski administrator škofije Arazona
3. Ximeno Dahe, avditor apostolske kurije
4. Domingo de Bonnefoi, prior samostana Montealegre v Tiani pri Barceloni.

Toda tudi med njimi je prišlo do razkola: trije so se zbrali na konklave 10. junija 1423 ter izvolili Gil Sánchez Muñoz-a, ki si je nadel ime Klemen VIII. (1423-1429). Četrti, Jean Carrier – arhidiakon Rodeza blizu Toulousa – pa je bil ravno tedaj kot Benediktov odposlanec na poti. Ko se je vrnil, je oporekal izvolitvi in sam izvolil Bernarda Garniera – zakristana v Rodezu –, ki si je privzel ime Benedikt XIV. (1424-1429) - in je tako postal protipapežev protipapež. Po njegovi smrti pa je postal novi naslednik protipapeža Benedikta XIII. sam Jean Carrier, - ki je volil samega sebe; enako z imenom Benedikt XIV., oziroma Benedikt XIV. (1430-1437). Z njegovo smrtjo pa je bil zahodni razkol dokončno presežen. 

## Slikovna zbirka
- Portret Benedikta XIII. v Papeđški palači v Avignonu
- Papež Benedikt, Pedro de Luna
- Benediktov kip v Peníscoli
- De Lunov vojščak Raymond de Turenne; naslikal Girolamo di Benvenuto
- Zlat kelih, ki ga je uporabljal Pedro Luna, izpostavljen v tortoški stolnici
- Posameznost na Lunovem kelihu
- Benediktov grb na škofovski palici
- Freska v Peníscoli
- Grb Pedra Luna v Peníscoli
- Peníscola dandanes.
- Benediktov grb na vratih peniskolske vile.
- Spis v slavo Benedikta XIII., velikega Aragonca